# 百五カード
株式会社百五カード（ひゃくごカード、HYAKUGO CARD CO., LTD.）は百五銀行系列のクレジットカード会社。

## 概要
百五銀行の顧客基盤をもとにクレジットカードの発行や加盟店関連業務などを行っている。
百五ダイヤモンドクレジット株式会社として1983年10月に設立され、旧ダイヤモンドクレジット（ディーシーカードを経て、現：三菱UFJニコス）とフランチャイズ契約を結び、百五DCカードの発行およびDC・Visa・Mastercardブランドの加盟店関連業務を長らく行ってきたが、2018年10月にジェーシービー加盟店関連業務や百五JCBカードの取扱を開始し、その際に株式会社百五ディーシーカードから現社名に改めた。
なお、百五銀行が自社発行（銀行本体発行）型クレジットカード『105BESTIO』（イチマルゴ・ベスティオ）の取り扱いを開始して以降、DCブランドの個人向けクレジットカードの新規入会はDCドライバーズカードと提携カードのみとしている。